# Stausee Vidhostice
Der Stausee Vidhostice ist ein Brauchwasserreservoir auf dem Gebiet der Stadt Vroutek (Rudig) in Tschechien.

## Geographie
Der Stausee befindet sich in der Rakovnická pahorkatina (Rakonitzer Hügelland), anderthalb Kilometer nordöstlich des Dorfes Vidhostice (Widhostitz) auf deren Gemarkung. Gestautes Gewässer ist der Mlýnecký potok (Filirschbach), der anderthalb Kilometer westlich des Staudammes in die Blšanka (Goldbach) mündet. Nördlich des Sees verläuft die Bahnstrecke Plzeň–Duchcov. Gegen Nordosten liegt an der Podhora (Tonabach) der Teich Kryrský rybník. Der Stauraum erstreckt sich nach Westen bis zur Talenge zwischen dem Červený vrch (356 m n.m.) und der Bažantnice (Rebhahn; 366 m n.m.).
Umliegende Orte sind Vroutek im Norden, Kryry (Kriegern) im Nordosten, Mukoděly (Mokotil) im Südosten, Přibenice (Pribenz) im Süden, Vidhostice im Südwesten sowie Lužec (Lust) im Westen.

## Geschichte

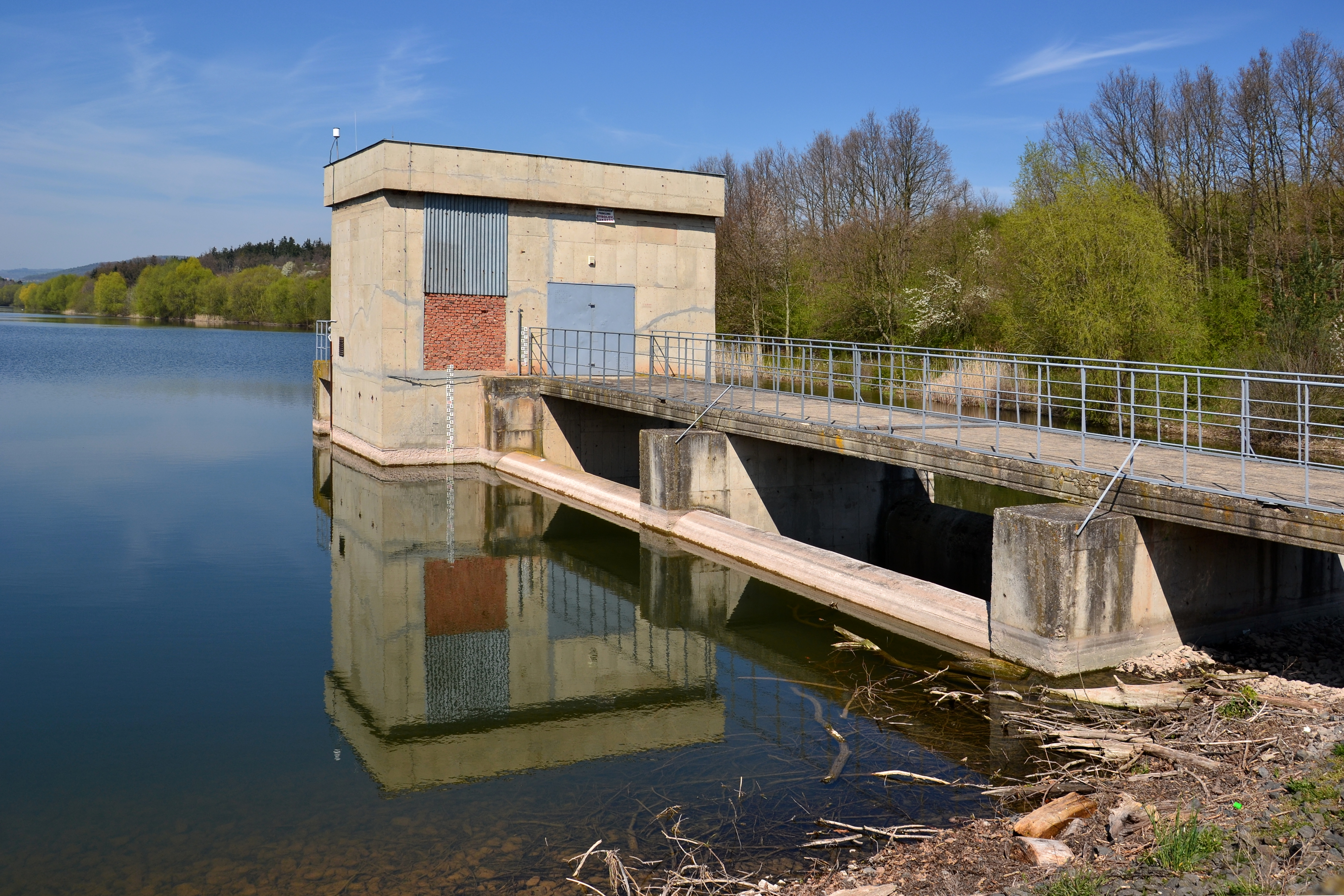
Sicherheitsüberlauf und Turm

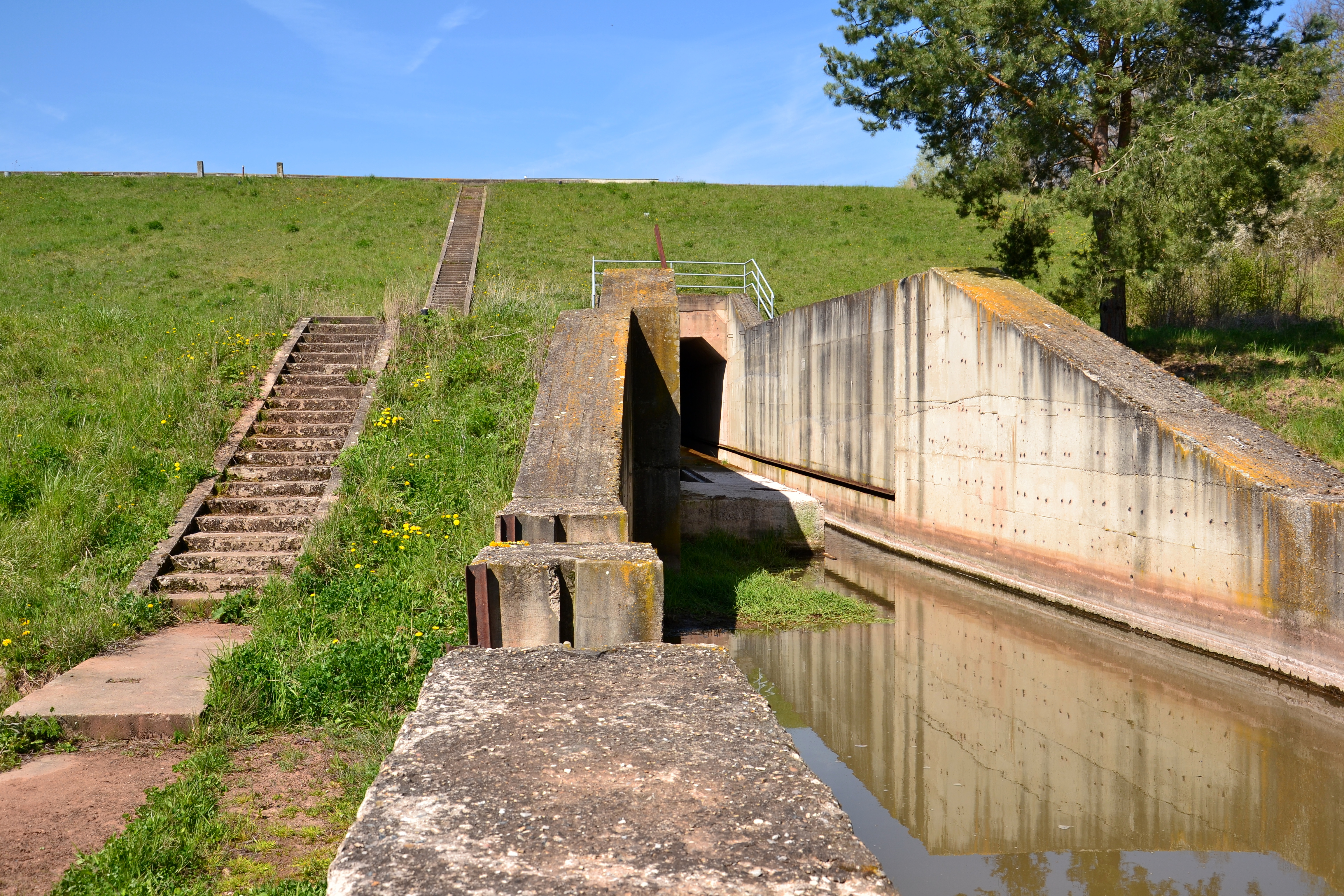
Auslass

Mit dem Bau des Stausees wurde 1987 begonnen. Er war hauptsächlich als Bewässerungsreservoir für die Landwirtschaft im fruchtbaren Becken Podbořansko (Goldbachland) konzipiert. Das natürliche Geländeprofil des sich unterhalb der ehemaligen  Vidhostický mlýn (Widhostitzer Mühle) aufweitenden und dann wieder verengenden Sohlentals des Mlýnecký potok bot günstige Voraussetzungen für einen Dammbau. Der Bau erfolgte durch das Unternehmen Vodotechna Teplice nach einem Projekt von Hydroprojekt Praha. Im Jahre 1990 wurde das Bauwerk einschließlich der unterhalb des Dammes befindlichen Pumpstation seiner Bestimmung übergeben.
Der Stausee wird heute zur Fischzucht und zur Regulierung der Wasserführung in der Blšanka durch Reduzierung von Hochwasserzuflüssen, Sicherstellung eines Mindestdurchflusses sowie Verbesserung des sommerlichen Durchflusses genutzt. Für seinen ursprünglichen Hauptzweck als Wasserspeicher für die Beregnung wird er seit einiger Zeit nicht mehr verwendet. Wegen des für die Bäche im Einzugsgebiet der Blšanka typischen hohen Schwemmstoffeintrags ist der Stausee für eine touristische Nutzung ungeeignet.
Betreiber der Anlage, zu der die Pumpstation heute nicht mehr gehört, ist der Staatsbetrieb Povodí Ohře.

## Stauanlage
Der an der Ostseite des Sees befindliche 162,5 m lange und 12 m hohe Damm ist ein Erdschüttdamm mit wasserseitiger Abdichtung.
Dem Damm vorlagert ist ein Wasserentnahmeturm. In dessen linkem Teil befinden sich zwei Grundablässe mit einer Nennweite von je 400 mm. Die rechte Seite des Turmes besteht aus einem Schacht mit vier Etageneinlässen und verschließbaren Gerinneschiebern Nennweite 1000 mm, die von der offenen Terrasse auf dem Schachtkopf betätigt werden. Vom Schacht führt in der Ablasssohle ein Rohr Nennweite 600 mm zur Pumpstation. Außerdem befindet sich im Schacht ein weiterer Grundablass einer mit Nennweite von 250 mm. Die Gesamtkapazität der Grundablässe liegt bei 2,38 m³/s.
Der zwischen dem Turm und dem Damm befindliche Sicherheitsüberlauf zur Hochwasserentlastung besteht aus einer doppelseitigen Rinne mit zwei Feldern. Die Überlaufkante mit einer Länge von 4 × 7,5 m hat bei maximalem Füllstand eine Überlaufskapazität von 36,6 m³/s.
Der Wasserablauf des Sicherheitsüberlaufes und der Grundablässe erfolgt über einen gemeinsamen Sturz und die Auslassstrecke.